# Cesarstwo Iranu
Cesarstwo Iranu (pers. دولت شاهنشاهی ایران) – państwo powstałe 15 grudnia 1925 roku wraz z obaleniem przez perskiego pułkownika Rezę Chana szacha Kadżara. Ogłoszono wymarcie Kadżarów.

## Historia Cesarstwa do upadku
- 1935 – Reza Szah Pahlawi prosi o używanie nazwy Iran przez dyplomację państw obcych.
- 1941 – wojska radzieckie i brytyjskie wkroczyły do Iranu i obaliły mającego proniemieckie sympatie Rezę Szaha Pahlawiego. Nowym szachem został jego syn Mohammed Reza Pahlawi (patrz: Interwencja w Iranie 1941).
- kwiecień 1951 – parlament irański znacjonalizował Angielsko-Irańską Kompanię Naftową. Narastał konflikt między wspieranym przez Waszyngton i Londyn szachem a premierem Mohammadem Mosaddeghiem, który m.in. zablokował przyznanie koncesji naftowej ZSRR. Korzystając z pomocy alimów i kół socjalistycznych Mosaddegh blokował również zachodnie wpływy w Iranie.
- 22 sierpnia 1953 – CIA przeprowadza zamach stanu wymierzony przeciwko demokratycznie wybranemu premierowi Mosaddeghowi, nowym premierem mianowano szwagra szacha, generała Faizollaha Zahediego, sam szach zostaje faktycznym dyktatorem państwa.
- 1959 – Mohammed Reza Pahlawi zaczął ograniczać wpływy alimów i zamykać islamskie szkoły.
- 26 stycznia 1963 – szach Reza Pahlawi ogłosił „białą rewolucję” – program „reform” realizowany dzięki miliardowym zyskom ze sprzedaży ropy naftowej mających doprowadzić do modernizacji kraju – szach chciał m.in. uczynić armie irańską trzecią siłą w świecie (połowę dochodów z ropy przeznaczał na armię), nawiązać przyjacielskie stosunki z Izraelem i uczynić Iran piątą potęgą gospodarczą świata w latach 90. XX wieku. Opór przeciwko błędnie wprowadzanym reformom oraz terrorowi zaczął narastać. Szczególnie ostro zaczął krytykować szacha jeden z alimów, ajatollah Chomeini. Wielu protestujących alimów i sufich trafiało do więzień.
- 5 czerwca 1963 – miały miejsce masowe protesty w wielu miejscach w kraju. W wyniku ostrej reakcji armii zginęło ok. 15 000 ludzi. Wygnany z kraju Chomeini udał się do Nadżafu w Iraku, skąd kierował oporem przeciwko rządom szacha (m.in. wysyłając swoje przemówienia na kasetach magnetofonowych). Władza szacha coraz bardziej opierała się na krwawym terrorze sianym przez tajną policję SAVAK. Do kierowania irańskimi przedsiębiorstwami szach sprowadził 150 tys. zachodnich specjalistów. Tysiące mieszkańców wsi zaczęło przenosić się do miast, których infrastruktura powoli przestawała wystarczać.
- 1973–1976 – PNB Iranu wzrósł o 50%, ale potem przyszła recesja, a wraz z nią inflacja i bezrobocie.
- wrzesień 1978 – w związku z silnymi protestami szach wprowadził stan wojenny.
- grudzień 1978 – pięć milionów ludzi zgromadziło się na gigantycznej demonstracji, uczestnicy domagali się usunięcia szacha i ustanowienia republiki islamskiej.
- 16 stycznia 1979 – szach uciekł z kraju wraz z rodziną, większość zachodnich specjalistów zrobiła to samo.
- 1 lutego 1979 – ajatollah Chomeini wrócił do kraju.
- 11 lutego 1979 – neutralność cesarskiej armii i przysięga wierności chomeinistom przez niektórych generałów (np. Fardust, który był przyjacielem szacha, a po rewolucji będzie szefem Sawamy, islamskich służb bezpieczeństwa) oraz aresztowania Howejdy, generałów wiernych szachowi Rahimiego, Nariri i innych.

Szach przebywa w Maroku z rodziną.
- 1 kwietnia 1979 – po referendum, w którym ludność Iranu w 97% zniosła cesarstwo i zaakceptowała islamski ustrój, Iran stał się pierwszym na świecie islamskim państwem teokratyczno-republikańskim.

## Szachowie Iranu
|  | Reza Szah Pahlawi     | 1925–1941 |
|  | Mohammad Reza Pahlawi | 1941–1979 |

## Królowe i Cesarzowe Iranu

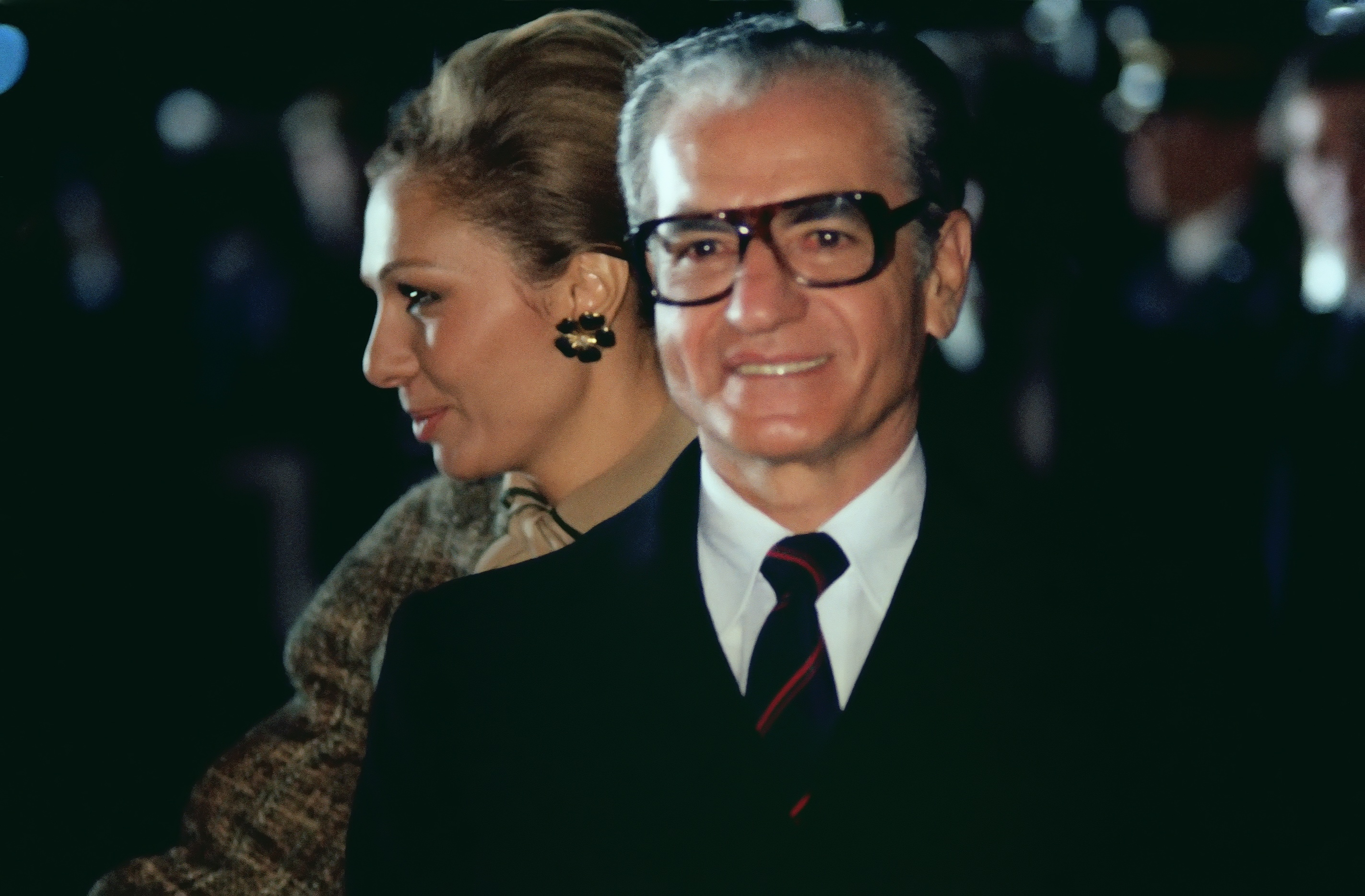
Mohammad Reza Pahlawi z żoną Farah podczas wizyty w USA 11 listopada 1977

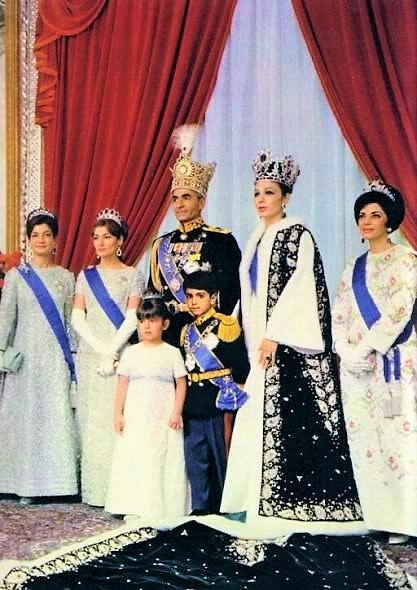
Koronacja Mohammada Rezy Pahlawiego

| Królowe   | Królowe                     | Królowe                                                | Małżonek              |
| --------- | --------------------------- | ------------------------------------------------------ | --------------------- |
|           | Tadż ol-Molouk              | 1925–1941 W latach 1941–1979 znana jako królowa matka. | Reza Szah Pahlawi     |
|           | Fauzijja bint Fu’ad         | 1941–1948                                              | Mohammad Reza Pahlawi |
|           | Soraya Esfandiary Bachtiari | 1948–1959                                              | Mohammad Reza Pahlawi |
| Cesarzowa |                             |                                                        | Mohammad Reza Pahlawi |
|           | Farah Pahlawi               | 1959–1979                                              | Mohammad Reza Pahlawi |